# Газанфар Алі
Газанфар Алі (2 лютого 1978) — пакистанський хокеїст на траві. Грав за клуб ПТКЛ з Лахора. Увійшов до складу збірної Пакистану на літніх Олімпійських іграх 2004 в Афінах, де вона посіла 5-те місце. Грав на позиції півзахисника, зіграв 7 матчів і забив 1 гол у ворота збірної Великої Британії.